# Kościół ewangelicki w Rumi
Kościół ewangelicki w Rumi – neogotycki kościół zbudowany w latach 1858–1859 w Rumi. Poświęcony 24 lipca 1859 r. W czasie II wojny światowej doznał znaczących uszkodzeń. Po wojnie kościół został rozebrany i częściowo zaadaptowany na salę gimnastyczną Szkoły Podstawowej nr 1.
Przy kościele istniał cmentarz ewangelicki i szkoła.